# كلير بوتير
كلير بوتير (بالإنجليزية: Clare Potter)‏ هي مصممة أزياء أمريكية، ولدت في 7 يوليو 1903 في نيويورك في الولايات المتحدة، وتوفيت في 5 يناير 1999 في فورت أن في الولايات المتحدة.